# C12-15 pareth-12
C12-15 pareth-12 (INCI) je emulgátor a tenzid používaný v kosmetických přípravcích. Jedná se o ether polyethylenglykolu vzniklý spojením syntetických 12-15uhlíkatých mastných alkoholů s 12 moly ethylenoxidu.